# Placówka wywiadowcza KOP nr 8
Placówka wywiadowcza KOP nr 8 – organ wykonawczy wywiadu Korpusu Ochrony Pogranicza.

## Formowanie i zmiany organizacyjne
Placówka utworzona została w lipcu 1929 jako placówka wywiadowcza KOP nr 8 „Zdołbunów”. Wchodziła w skład Brygady KOP „Wołyń”. Pod względem pracy wywiadowczej podlegała szefowi ekspozytury Oddziału II nr 5 „Lwów”, pod względem pracy kontrwywiadowczej szefowi samodzielnego referatu informacyjnego DOK II Lublin, a pod względem wyszkolenia wojskowego dowódcy Brygady KOP „Wołyń”. Zgodnie z etatem placówka liczyła 3 oficerów, 3 podoficerów i 4 szeregowych. Pod względem administracyjno-gospodarczym placówkę przydzielono do 11 batalionu KOP. 
Z dniem 1 grudnia 1936 placówka wywiadowcza KOP nr 8 przejęła od placówki wywiadowczej KOP nr 10 teren powiatu krzemienieckiego.
W 1937 jednostką administracyjną dla placówki nr 8 był batalion KOP „Żytyń”.
W 1939 placówka wywiadowcza KOP nr 8 „Równe” podlegała nadal szefowi ekspozytury Oddziału II nr 5 „Lwów” i stacjonowała w Równem.

## Obsada personalna placówki
Kierownicy placówki
- kpt. Edmund Stark (1929 –)
- kpt. Antoni Berezowski (28 VI 1933[12] − 1 VIII 1934) → do 68 pp
- kpt. Adam Piasecki (1 VIII 1934[13] − )

Obsada placówki w lipcu 1929
- kierownik placówki − mjr Stark Edmund
- oficer ofensywny − kpt. Lutostański
- oficer kontrwywiadu − por. Plociński Eugeniusz

Obsada personalna w marcu 1939
- kierownik placówki – kpt piech. Edward III Grabowski
- oficer placówki – kpt. adm. (piech.) Paweł Mikołaj Lercher
- oficer placówki – kpt piech. Stanisław Malakowski